# We Are the Humans
We Are the Humans is een studioalbum van de muziekgroep The Humans. De band werd in 2007 opgericht om in oktober 2008 een aantal concerten te geven in de Estland. Een korte tournee kreeg een vervolg in het album We Are the Humans, dat in Seattle is opgenomen. Het album verscheen (in Estland) op 1 mei 2009 en de release werd vergezeld van een concert van de band in Tartu. De titel slaat niet op de band The Humans, maar is een introductie aan aliens.
De punk is slechts gedeeltelijk verdwenen uit de muziek van Toyah, slagwerk komt nauwelijks voor. Haar stem moet het in eerste instantie opnemen tegen twee basgitaren, waarbij de invloed van Fripp (zijn soundscapes) nooit ver weg is. Wat hetzelfde is gebleven is de indringende en direct herkenbare stem van Toyah. Van enige slijtage gedurende de jaren is niets te horen. Of het album een vervolg krijgt is (in 2011) de vraag; Toyah toerde met Wong met de (Britse) successen van de albums Sheep farming in Barnet, The blue meaning en Anthem en van R.E.M. verscheen in 2011 Collapse into now.

## Musici
- Toyah Willcox – zang
- Chris Wong – basgitaar
- Bill Rieflin – basgitaar, toetsinstrumenten, eventuele percussie
- Robert Fripp – gitaar op These Boots Are Made for Walkin'.

## Muziek
Alle door Toyah, Rieflin en Wong, behalve waar aangegeven

| Nr. | Titel                                            | Duur |
| --- | ------------------------------------------------ | ---- |
| 1.  | We are the humans                                | 5:25 |
| 2.  | Is it wrong                                      | 3:58 |
| 3.  | Tempted soul                                     | 2:50 |
| 4.  | Telekinesis                                      | 3:17 |
| 5.  | Quicksilver                                      | 4:34 |
| 6.  | Labyrinth                                        | 2:45 |
| 7.  | Icarus                                           | 4:36 |
| 8.  | Noise in your head                               | 3:41 |
| 9.  | This belongs to you                              | 5:47 |
| 10. | Demigod                                          | 5:21 |
| 11. | These boots are made for walking (Lee Hazlewood) | 3:10 |